# ANIME+
- ビックカメラ > 日本BS放送 > ANIME+
- アニメ > テレビアニメ > 深夜アニメ > ANIME+
- テレビ番組 > 深夜番組 > 深夜アニメ > ANIME+

『ANIME+』（アニメプラス）は、BS11で放送されている深夜アニメ（一部実写番組も含む）の放送枠である。
日本BS放送の登録商標でもある（登録番号 - 5157596）。

## 概要
全日帯アニメ枠であるカタカナの『アニメ+』と共に、BS11が2007年（平成19年）12月1日の開局当初から設けられている放送枠である（レギュラー編成は2008年1月から開始）。
深夜アニメ・UHFアニメ・OVA（Webアニメ含む）といった、主に中学生・高校生・大学生から20代にかけての青少年向けの作品を放送している。
日本BS放送の初代社長・山科誠がバンダイ創業者・山科直治の息子で、前職が同社の二代目社長でもあった縁のため、バンダイナムコグループ各社の自社版権・提供・製作に関与している作品が多く放送されている。特に開局当初の主力作品でもあり、「ANIME+」の商標権はバンダイビジュアル→バンダイナムコアーツが持っているものを借用していたが、2022年4月の分割再編によるバンダイナムコミュージックライブへの社名変更を期に日本BS放送へと譲渡された。
それに加え、バンダイナムコグループのコンテンツだけでは物足りないことから、角川書店の子会社で、角川歴彦が会長を勤めたメガポート放送（2005年10月1日を以って日本BS放送に吸収合併）における親会社の一角が同社であった流れで、途中から角川グループ各社→KADOKAWAの原作および製作に関与した作品も積極的に放送されている。
大株主の中にソニーグループの「ソニー・放送メディア」があった名残で、SMEJや子会社のアニプレックスが製作に関与した作品も積極的に放送されている。
それらに該当しない番組も積極的に放送されていたが、開設以前からあったBS-TBS（旧：BS-i、枠名無し）に加え、2010年代後半以降はBS日テレ（アニメにむちゅ～）、BS朝日（アニメA）、BSフジ（アニメギルド）、BSジャパン→BSテレ東（枠名無し）といった5大系列系BS民放局が相次いで深夜アニメ枠を開設・移行され、BS松竹東急（枠名無し）も開局当初から深夜アニメ枠を持っていることもあり、2020年代の現在は新作・旧作とも関連企業系の作品を中心に放送する戦略に出戻っている。それらに該当しない作品も、BS11の運営会社である日本BS放送が自ら製作委員会に参加している作品がほとんどである。それらの再編戦略により、KADOKAWA・角川書店ブランドやアース・スターの系列作品を主とする27時（翌日午前3時）台の枠は全て廃枠となった。
また、民放BS他局の編成から外れ、かつ系列内での放映権が切れた関連企業の深夜アニメコンテンツも、穴埋め目的も兼ねて当枠に移譲放映されている。
2007年12月の開局から1か月間は、開局記念特番としてガンダムシリーズの劇場版やOVAなどが放送された。その後、2008年1月より金曜日と土曜日の23時00分 - 翌1時00分、計4時間・8本体制でレギュラー編成に移行。順を追って番組枠は拡大していき、2012年4月期からは3時台にも番組枠が設けられ（その後1時台に集約する形で廃止）、さらに2013年10月期以降は全曜日の0時台が当番組枠に充てられている。なお、後述の『アニナビ☆イレブン!』のオープニングでは、（『アニメ+』等の各放送枠の番組を合わせて）1年間に100本以上のアニメ番組を放送していることが紹介されている（2020年12月現在）。
2016年4月からは、アニメイト（国内全店）・ゲーマーズ（国内全店）・ソフマップ（一部店舗除く）・ビックカメラ（一部店舗除く）において、改編期後の全アニメ番組の放送日時をまとめたB2判・4つ折りのガイドブック（アニメガイド）「BS11Anime版」が配布されている。裏面は放送番組のうち1作品のキャラクターが描かれたポスターとなっている。

## TOKYO MXを中心とした各放送局との関係
本枠は民放系BS局におけるTOKYO MX等の独立局を中心に放送するアニメ番組群（ウィキペディアにおけるUHFアニメ）の受け皿的存在で、同局と同調しながらクールごとに多数の新作アニメを放送している（一部、旧作の再放送も含む）。2015年春期には、UHFアニメ以外を含む全体で当時過去最高となる33番組・35枠（再放送含む）を放送した。
TOKYO MXとは一部の曜日や時間帯に複数のアニメを、また毎年大晦日（12月31日）を中心とした年末年始にはゴールデンタイム・プライムタイムにも映画などの長時間の特別番組を同時放送するなど、関係が深い（これらの深夜帯以外の番組も原則として『ANIME+』に含まれる）。一般に深夜アニメは全国ネットの番組を除けば放送される地域に限りがあり、ローカル枠での放送となるため放送日時にもバラつきがあるという問題点があるが、このように同時ネットが行われることで、「TOKYO MXが視聴できない地域・地方でも、同局と同一日時にタイムラグなしの放送・視聴」が可能となり、前述の問題点が若干改善された。
TOKYO MXと同時ネットを行う番組枠の例として、アニプレックスが関与する木曜 0:30（水曜深夜）枠や土曜 0:00（金曜深夜）枠、土曜 23:30 - 翌 1:00までの3枠、ワーナー ブラザース ジャパンが関与する土曜 0:30（金曜深夜）枠、キングレコード（KING AMUSEMENT CREATIVE）が関与する日曜 1:00 - 2:00（土曜深夜）の2枠、KADOKAWAが関与する水曜 0:30（火曜深夜）枠などがある（編成等の事情により、同日または後日の時差放送となる番組もある）。
また、一部の番組枠ではTOKYO MXに加えて群馬テレビ・とちぎテレビやサンテレビ・KBS京都とも同時ネットを行なっている（番組の送出自体は各局別）。さらに、動画配信サービスではABEMAでも同一日時に配信を行う事例があるほか、2017年4月期以降はTVerでもテレビ放送と連動して1週間の無料配信を実施する番組がある。このほか、2008年1月から2009年10月まではアニメ専門チャンネルのアニマックスが毎クール1 - 2本の番組を供給していた。

## 放送形態

ロゴタイプ。外部団体の登録商標であった名残のため、末尾に®（丸の中にR）が付く。

2025年1月期現在は曜日を問わず、主に23時台から翌日0時台または1時台にかけて編成される。かつては2時台や3時台にも番組枠があった。また土曜日には22時台前半、日曜日には22時台後半にも番組枠があるほか、5分間のミニ番組（ショートアニメ）を21時台に不定期に編成する場合がある。
カタカナの『アニメ+』と違い、アバンタイトル（番組開始直後）や各パートの冒頭に半透明の『ANIME+』のロゴが画面左上に数秒間表示される。また、開局当初から設けられている金曜日と土曜日の1枠目の番組の前（23時00分）には、放送枠の起点を表す『ANIME+』の15秒間のアニメーションが流れる。
2017年秋以降の改編期には、次クールにBS11で放送するアニメのナビゲート番組（番組宣伝）として、『アニゲー☆イレブン!』のマスコットキャラクター・ジェしか（声 - 葉山いくみ）の進行による『アニナビ☆イレブン!』を随時放送しており、『アニメ+』等の他の番組枠を含む全てのアニメ番組を取り上げる。同番組の開始以前には『かよえ!チュー学』を30分に編集した『かよえ!チュー学スペシャル』（2012年4月から2013年頃まで）などを随時放送していたほか、2014年の年末から2015年の年始には『魔法使いTai!』（OVA版 全6話）を、2021年の年始には『デカダンス』の集中再放送を行なった。
連日深夜帯に長時間にわたってアニメ番組を編成していること、また主に2010年代後半以降は他の民放系BS局でも『ANIME+』のようなゾーンタイトル（関連枠を参照）を制定するなどして深夜アニメの放送を強化しているため、NHK（BSプレミアム）を含む他の無料BS局のアニメ番組枠と競合する事例がかなり多い。例として、日曜日0時台（土曜日24時台）は長らく競合が続いており、2025年1月期現在はBS日テレの『アニメにむちゅ〜』枠と競合している。また、2012年1月から2018年9月まではBS-TBSの『アニメイズム』枠（MBS製作）、2015年10月から2018年3月までBSジャパン（現・BSテレ東）と、最大で3つのアニメ番組が同一の日時に放送されていた。特にBS-TBSとは、最大で前述の『アニメイズム』枠2本に加えてTBS製作番組（2018年4月からの『アニメリコ』枠）2本、計4本・2時間にわたって競合が発生していた。
その他の日時にも、BS11を含め3局以上で競合が発生する場合がある。例として、2020年10月期以降の木曜日0時台（水曜日24時台）は、BS日テレの『アニメにむちゅ〜』枠、BSフジの『アニメギルド』枠、WOWOWプライムの『アニメプライム』枠と競合しているため、4つのアニメ番組が同一の日時に放送されている。
なお、他の無料BS局のアニメ番組枠が増加した結果、2025年1月期現在の他の無料BS局との競合がない番組枠は、34番組・34枠（再放送含む、内3枠は5分×1及び15分×2、枠外の番組除く）中、半分以下の14番組・14枠となっている。

## 放送中
放送日時（曜日）については、BS11公式サイトでは24時以降の番組も前日深夜として分類されているが、本項ではウィキペディアのガイドライン「深夜番組の放送日時または配信日時」に則り、当日未明として分類する。

### ANIME+
| 番組名                                                                       | 放送期間        | 放送時間        | 備考 |
| 月曜日                                                                       | 月曜日          | 月曜日          | 月曜日 |
| ---------------------------------------------------------------------------- | --------------- | --------------- | --- |
| 気絶勇者と暗殺姫                                                             | 2025年7月14日 - | 0:00 - 0:30     | BS11自ら製作委員会に参加。                                                                                                   |
| ワンパンマン（第1期）                                                        | 2025年7月7日 -  | 0:30 - 1:00     | 再放送。 |
| デキちゃうまで婚                                                             | 2025年7月7日 -  | 1:00 - 1:05     | TOKYO MXと同時で、尚且つ最速放送。                                                                                           |
| AnimeFestaオリジナル セレクション                                            | 2025年7月7日 -  | 1:05 - 1:10     | AnimeFestaオリジナル作品のセレクション放送。                                                                                 |
| 人妻の唇は缶チューハイの味がして                                             | 2025年7月7日 -  | 1:10 - 1:15     | |
| CITY THE ANIMATION                                                           | 2025年7月7日 -  | 23:00 - 23:30   | |
| Summer Pockets                                                               | 2025年4月7日 -  | 23:30 - 翌 0:00 | 毎日放送・TOKYO MXと共同で製作委員会に参加。 TOKYO MXと同時で、尚且つ最速放送。                                              |
| 火曜日                                                                       |                 |                 | |
| 出禁のモグラ                                                                 | 2025年7月8日 -  | 0:00 - 0:30     | TOKYO MXと共同で製作委員会に参加。                                                                                           |
| ぐらんぶる Season 2                                                          | 2025年7月8日 -  | 0:30 - 1:00     | TOKYO MXと同時で、尚且つ最速放送。                                                                                           |
| わたしが恋人になれるわけないじゃん、ムリムリ!（※ムリじゃなかった!?）         | 2025年7月8日 -  | 1:00 - 1:30     | TOKYO MX・サンテレビと同時で、尚且つ最速放送。                                                                               |
| 水曜日                                                                       |                 |                 | |
| まったく最近の探偵ときたら                                                   | 2025年7月2日 -  | 0:30 - 1:00     | AT-Xと共同で製作委員会に参加。 TOKYO MX・サンテレビ・KBS京都と同時放送。                                                     |
| ぬきたし THE ANIMATION                                                       | 2025年7月23日 - | 2:00 - 2:30     | |
| 木曜日                                                                       |                 |                 | |
| 宇宙人ムームー                                                               | 2025年4月10日 - | 0:00 - 0:30     | TOKYO MXと同時で、尚且つ最速放送。                                                                                           |
| 帝乃三姉妹は案外、チョロい。                                                 | 2025年7月10日 - | 0:30 - 1:00     | 毎日放送・TOKYO MXと共同で製作委員会に参加。 TOKYO MX・とちぎテレビ・群馬テレビと同時で、尚且つ最速放送。                    |
| 紫雲寺家の子供たち                                                           | 2025年7月3日 -  | 1:00 - 1:30     | 再放送。 AT-X・関西テレビ・TOKYO MXと共同で製作委員会に参加。                                                                |
| カラオケ行こ!                                                                | 2025年7月24日 - | 23:30 - 翌 0:00 | |
| 金曜日                                                                       |                 |                 | |
| Dr.STONE SCIENCE FUTURE（第2クール）                                         | 2025年7月11日 - | 0:00 - 0:30     | |
| 追放者食堂へようこそ!                                                        | 2025年7月4日 -  | 0:30 - 1:00     | AT-X・CBCテレビ・TOKYO MXと共同で製作委員会に参加。                                                                          |
| 日々は過ぎれど飯うまし                                                       | 2025年7月4日 -  | 1:00 - 1:30     | 再放送。 TOKYO MX・ABCアニメーション・メ～テレと共同で製作委員会に参加。                                                     |
| 水属性の魔法使い                                                             | 2025年7月4日 -  | 23:00 - 23:30   | TBSテレビと共同で製作委員会に参加。                                                                                          |
| ハズレ枠の【状態異常スキル】で最強になった俺がすべてを蹂躙するまで           | 2025年7月4日 -  | 23:30 - 翌 0:00 | 再放送。 TBSテレビと共同で製作委員会に参加。                                                                                 |
| 土曜日                                                                       |                 |                 | |
| サイレント・ウィッチ 沈黙の魔女の隠しごと                                    | 2025年7月5日 -  | 0:00 - 0:30     | TOKYO MXと共同で製作委員会に参加。 TOKYO MX・とちぎテレビ・群馬テレビと同時で、尚且つ最速放送。                              |
| ジョジョの奇妙な冒険 アニメーションシリーズ エピソード総選挙セレクション放送 | 2025年7月5日 -  | 0:30 - 1:00     | TOKYO MXと同時放送。 シリーズのセレクション放送。                                                                            |
| Fate/Grand Order -絶対魔獣戦線バビロニア-                                    | 2025年4月12日 - | 1:00 - 1:30     | 再放送。 |
| ウマ娘 シンデレラグレイ（第1クール）                                         | 2025年7月5日 -  | 22:00 - 22:30   | 再放送。 |
| 青春ブタ野郎はサンタクロースの夢を見ない                                     | 2025年7月5日 -  | 23:30 - 翌 0:00 | ABCアニメーション・TOKYO MX・メ～テレと共同で製作委員会に参加。 TOKYO MX・とちぎテレビ・群馬テレビと同時で、尚且つ最速放送。 |
| 日曜日                                                                       |                 |                 | |
| その着せ替え人形は恋をする Season 2                                          | 2025年7月6日 -  | 0:00 - 0:30     | TOKYO MXと共同で製作委員会に参加。 TOKYO MX・とちぎテレビ・群馬テレビと同時で、尚且つ最速放送。                              |
| 薫る花は凛と咲く                                                             | 2025年7月6日 -  | 0:30 - 1:00     | TOKYO MXと共同で製作委員会に参加。 TOKYO MX・とちぎテレビ・群馬テレビと同時で、尚且つ最速放送。                              |
| ばっどがーる                                                                 | 2025年7月6日 -  | 1:00 - 1:30     | TOKYO MXと同時で、尚且つ最速放送。                                                                                           |
| 公女殿下の家庭教師                                                           | 2025年7月6日 -  | 1:30 - 2:00     | TOKYO MXと同時で、尚且つ最速放送。                                                                                           |
| 瑠璃の宝石                                                                   | 2025年7月6日 -  | 22:30 - 23:00   | TOKYO MX・AT-Xと共同で製作委員会に参加。                                                                                     |
| アークナイツ【焔燼曙明/RISE FROM EMBER】                                     | 2025年7月6日 -  | 23:30 - 翌 0:00 | |

### その他
以下の作品は、『ANIME+』には属さないもの。太字（自）は自社制作番組。（再）は再放送。
『Anison Days』と『アニゲー☆イレブン!』については、BS11の公式サイト内に設けられた『BS11オンデマンド』で直近2話分のアーカイブ配信を行なっている。
| 番組名                                   | 放送期間         | 放送時間      | 備考 |
| 水曜日                                   | 水曜日           | 水曜日        | 水曜日 |
| ---------------------------------------- | ---------------- | ------------- | --- |
| 植田鳥越「口は○○のもと」TV Season3（自） | 2024年10月16日 - | 0:00 - 0:30   | トークバラエティ番組。 |
| 金曜日                                   |                  |               | |
| Anison Days（自）                        | 2017年7月6日 -   | 20:00 - 20:30 | アニメソングの音楽番組。2018年3月29日までは木曜 23:00 - 23:30に放送。 同年4月2日から2019年6月24日までは月曜 23:00 - 23:30に放送。 同年7月5日から2023年3月31日までは金曜 22:00 - 22:30に放送。 地上波ではKBS京都で放送。 |
| アニゲー☆イレブン!（自）                 | 2015年10月8日 -  | 20:30 - 20:58 | ゲーム情報番組。2018年3月29日までは木曜 23:30 - 金曜 0:00に放送。 同年4月2日から2019年6月24日までは月曜 23:30 - 火曜 0:00に放送。 同年7月5日から2023年3月31日までは金曜 22:30 - 23:00に放送。                           |
| 土曜日                                   |                  |               | |
| 22/7 計算外（Season2）                   | 2025年4月5日 -   | 23:00 - 23:30 | 声優などによるバラエティ番組。TOKYO MXと同時放送。 |

## 放送予定
ANIME+
- 夢中さ、きみに。（2025年8月21日 - 、木曜 23:30 - 翌 0:00）
- 矢野くんの普通の日々（2025年10月3日 - 、金曜 0:00 - 0:30（木曜深夜））
- 信じていた仲間達にダンジョン奥地で殺されかけたがギフト『無限ガチャ』でレベル9999の仲間達を手に入れて元パーティーメンバーと世界に復讐&『ざまぁ!』します!（2025年10月5日 - 、日曜 23:30 - 翌 0:00）
- 龍族 II -The Mourner's Eyes-（2025年10月9日 - 、木曜 0:30 - 1:00（水曜深夜））
- 転生悪女の黒歴史（2025年10月9日 - 、木曜 23:30 - 翌 0:00）
- キミと越えて恋になる（2025年10月16日 - 、木曜 0:00 - 0:30（水曜深夜））
- 悪食令嬢と狂血公爵（2025年10月 - ）
- 友達の妹が俺にだけウザい（2025年10月 - ）
- エリスの聖杯 （2026年1月 - ）
- 姫様“拷問”の時間です（第2期）（2026年1月 - ）
- どうせ、恋してしまうんだ。（第2期）（2026年 - ）

## 放送終了

### ANIME+（放送終了）
この他にも、2008年7月6日から12月28日に『キラキラACTORS TV』、2011年10月から12月には『Culture:Japan』、2013年9月26日、10月3日、4日（4日は未明・深夜の計2回放送）には『逆輸入TV がっつりTOKYO』を『ANIME+』扱いで放送していた（全て実写番組）。

### その他（放送終了）
以下は、基本的に『ANIME+』には属さないもの、またはイレギュラー枠による特別番組。

## 関連枠
- BS-TBSの深夜アニメ枠
  - TBSテレビの深夜アニメ枠（旧・アニメリコ）
  - アニメイズム
- BSフジの深夜アニメ枠
  - アニメギルド
  - +Ultra

BS-TBS・BSフジのいずれも、本枠と同様に複数の新作アニメを連日放送しており、しばしば似た傾向の作品を放送する競合相手となっている。
- アニメにむちゅ〜

BS日テレの深夜アニメ枠。2019年の創設当初は旧作の再放送が主体となっており、BS11で放送済みの番組の実質再放送も少なくなかったが、2022年以降はBS-TBS・BSフジと同様に新作アニメの放送が増加している。
- アニメA

BS朝日の深夜アニメ枠。創設当初は、BS日テレと同様に旧作の再放送が主体となっていたが、2021年4月以降は新作アニメの放送が増加している。
- アニメ26

BS12 トゥエルビの深夜アニメ枠。BS日テレと同様に、新作よりも旧作（無料BS局初放送を含む）の放送が主体である。
- この他、2022年3月開局のBS松竹東急も開局当初より深夜アニメ枠（タイトルなし）を設けており、旧作（無料BS局初放送を含む）を放送している。